# Антуан, Франц (старший)
Франц Антуан (нем. Franz Antoine, 23 января 1768 — 22 августа 1834) — австрийский (немецко-австрийский) ботаник, садовник и помолог.    

## Биография
Франц Антуан родился в Нижней Австрии в городе Трайскирхен 23 января 1768 года. Он был отцом ботаника, художника и фотографа Франца Антуана (1815—1886).
Антуан был придворным садовником при императорском дворе Вены и автором великолепной работы Abbildungen der allerschönsten Pfirsichsarten (Wien 1820).
Франц Антуан умер в Вене 22 августа 1834 года.

## Научные работы
- Abbildungen der allerschönsten Pfirsichsarten (Wien 1820)[2].